# Artibeus amplus
Artibeus amplus е вид прилеп от семейство Американски листоноси прилепи (Phyllostomidae). Видът не е застрашен от изчезване.

## Разпространение
Разпространен е във Венецуела, Гвиана, Колумбия и Суринам.

## Описание
Теглото им е около 61 g.